# La Familia Lavapiés
La Familia Lavapiés fue un colectivo artístico y político de tendencia maoísta activo en España entre 1974 y 1977. El colectivo fue fundado por miembros de la Unión Popular de Artistas que defendían una mayor autonomía a la hora de conectar el arte con el pueblo, siendo sus miembros principales Santiago Aguado, Darío Corbeira, Javier Florén, Amelia Moreno y Félix de la Torre Fajardo y posteriormente Paco Gámez, Paco Leal y Juan López.

## Trayectoria

### Creación y premisas
El grupo surgió en 1974 a raíz del fracaso de las exposiciones que la Unión Popular de Artistas (UPA) había organizado en ateneos populares, así como a ciertas cortapisas creativos en la revista de la UPA Viento del pueblo. Sus miembros se organizaron buscando una mayor autonomía artística, pero manteniendo su militancia en la UPA. Se trataba de artistas en su mayoría autodidactas, de orígenes obreros y emigrados a Madrid durante el desarrollismo, y que evitaban la profesionalización de su actividad artística manteniendo otros oficios en paralelo.Esta desprofesionalización buscaba acentuar el carácter popular de su obra, orientada a alcanzar a la mayoría de la población y con ello generar un nuevo sujeto político, en lo que fue denominado "conceptualismo proletarizado".Esto les conectaba con las intenciones de experiencias anteriores como Estampa Popular, pero haciendo uso ahora de recursos del arte conceptual y la crítica institucional.

### Acciones
Su primera exposición fue Arte-contradicción (1975), inaugurada en la librería-galería Antonio Machado. En ella reclamaban el espacio del arte como propicio para estimular la lucha de clases, y tras su finalización sus obras fueron destruidas para evitar que pudieran ser mercantilizadas. Su siguiente exposición fue Apoyo a la lucha del pueblo saharaui (1976), de carácter itinerante y dedicada al Frente Polisario, que utilizaba un lenguaje próximo al pop art de Equipo Realidad y Equipo Crónica y el cómic.Estas muestras situaban en un lugar central temas que habían sido excluidos del arte apoyado institucionalmente, y los vinculaban de forma explícita con documentos informativos y de denuncia política. En este sentido, estaban vinculados a través de la UPA al FRAP y el PCE (m-l), que practicaban un maoísmo con un componente anticolonial, y debatieron con la Sociedad de Amigos del Sáhara, si bien también tenían componentes cercanos a la acracia y el trotskismo.
La figura del poeta Miguel Hernández fue una referencia para el grupo, y en 1976, como parte de un homenaje en la Universidad Complutense en el 35 aniversario de su muerte, crearon una pieza de ficción periodística titulada El Caso que denunciaba de forma satírica su muerte y la desactivación de su generación poética, así como una serie de acciones en Orihuela, localidad natal del poeta.El colectivo también se integró en los movimientos vecinales de Madrid, y así diseñaron un mural y performance con referencias a la guerra civil y el derecho a la ciudad para las fiestas del barrio de Portugalete de 1976.Su actividad finalizó a comienzos de 1977, tras su división por debates en torno al situacionismo y la pérdida de militancia. La totalidad de su obra física restante fue enviada a un destinatario falso con un remitente falso, sellando con ello su disolución.